# Občina Semič
Občina Semič (slovinsky Občina Semič německy Gemeinde Semitsch) je jedna ze slovinských občin. Správním centrem je Semič.

## Sídla
- Blatnik pri Črmošnjicah
- Brezje pri Rožnem dolu
- Brezje pri Vinjem vrhu
- Brezova reber
- Brezovica pri Črmošnjicah
- Brstovec
- Cerovec pri Črešnjevcu
- Črešnjevec pri Semiču
- Črmošnjice
- Gaber pri Črmošnjicah
- Gornje Laze
- Gradnik
- Hrib pri Cerovcu
- Hrib pri Rožnem dolu
- Kal
- Komarna vas
- Krupa
- Krvavčji vrh
- Lipovec
- Maline pri Štrekljevcu
- Mašelj
- Moverna vas
- Nestoplja vas
- Omota
- Oskoršnica
- Osojnik
- Planina
- Podreber
- Potoki
- Praproče
- Praprot
- Preloge
- Pribišje
- Pugled
- Rožni dol
- Sela pri Vrčicah
- Semič
- Sodji vrh
- Sovinek
- Sredgora
- Srednja vas
- Starihov vrh
- Stranska vas pri Semiču
- Štrekljevec
- Trebnji vrh
- Vinji vrh pri Semiču
- Vrčice